# 托馬湖
46°37′57″N 8°40′20″E / 46.63250°N 8.67222°E

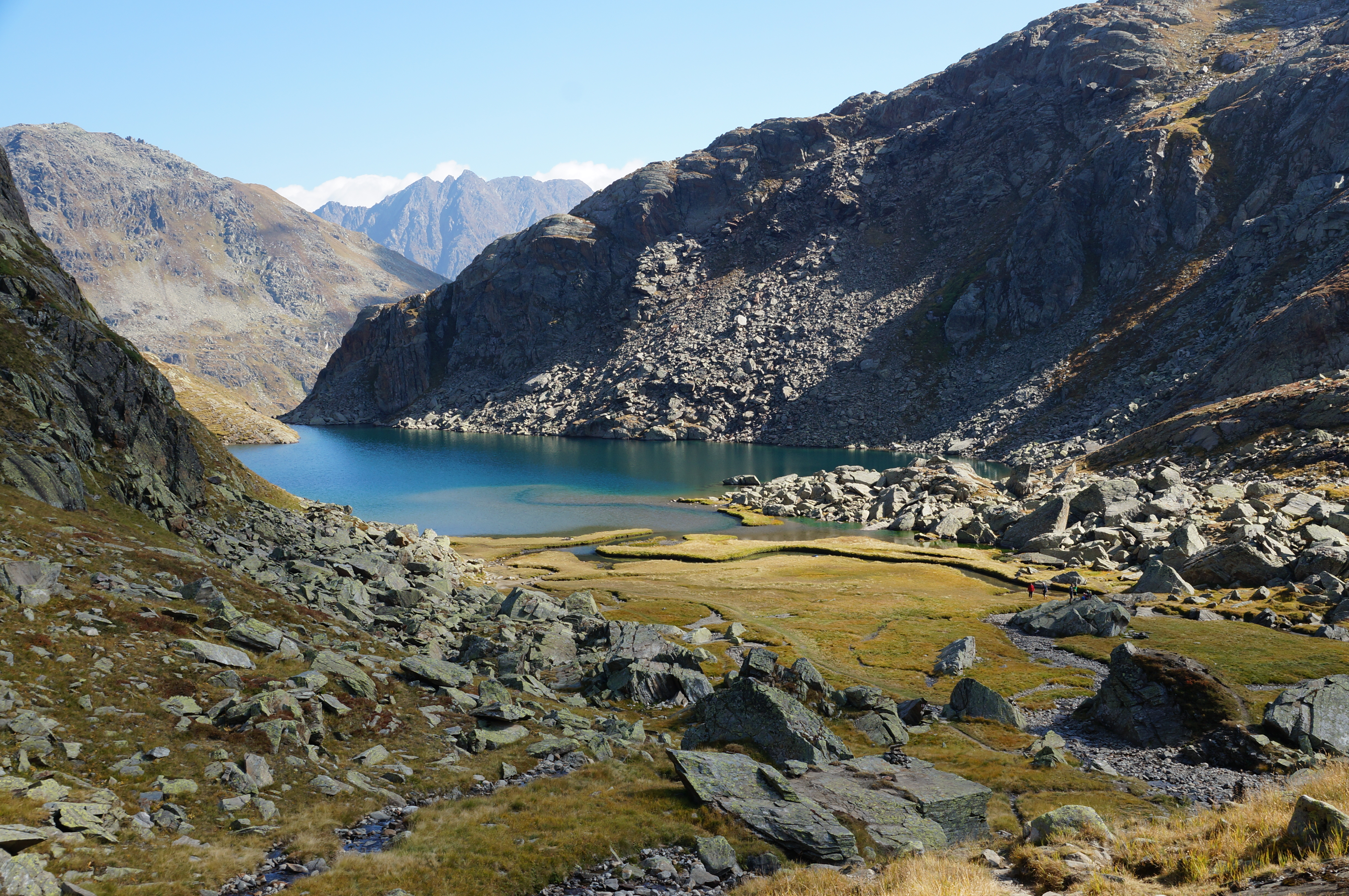

托馬湖（Tomasee），是瑞士的湖泊，位於該國東南部，由格勞賓登州負責管轄，長0.3公里、寬0.1公里，該湖泊面積0.03平方公里，海拔高度2,345米，最大水深10米。